# Administrative Zone 3
Administrative Zone 3 är en zon i Etiopien.   Den ligger i regionen Afar, i den centrala delen av landet, 220 km nordost om huvudstaden Addis Abeba. Antalet invånare är 194 635.